# فینال جام باشگاه‌های اروپا ۱۹۷۵
فینال جام باشگاه‌های اروپا ۱۹۷۵، رقابت پایانی جام باشگاه‌های اروپا در سال ۱۹۷۵ است که مابین دو تیم بایرن مونیخ و لیدز یونایتد در پارک دِ پرنس، پاریس برگزار شده‌است.
این مسابقه که در تاریخ ۲۸ مه ۱۹۷۵ انجام شده‌است با نتیجه ۲ بر ۰ به سود تیم بایرن مونیخ به پایان رسید.